# 방화용 모포

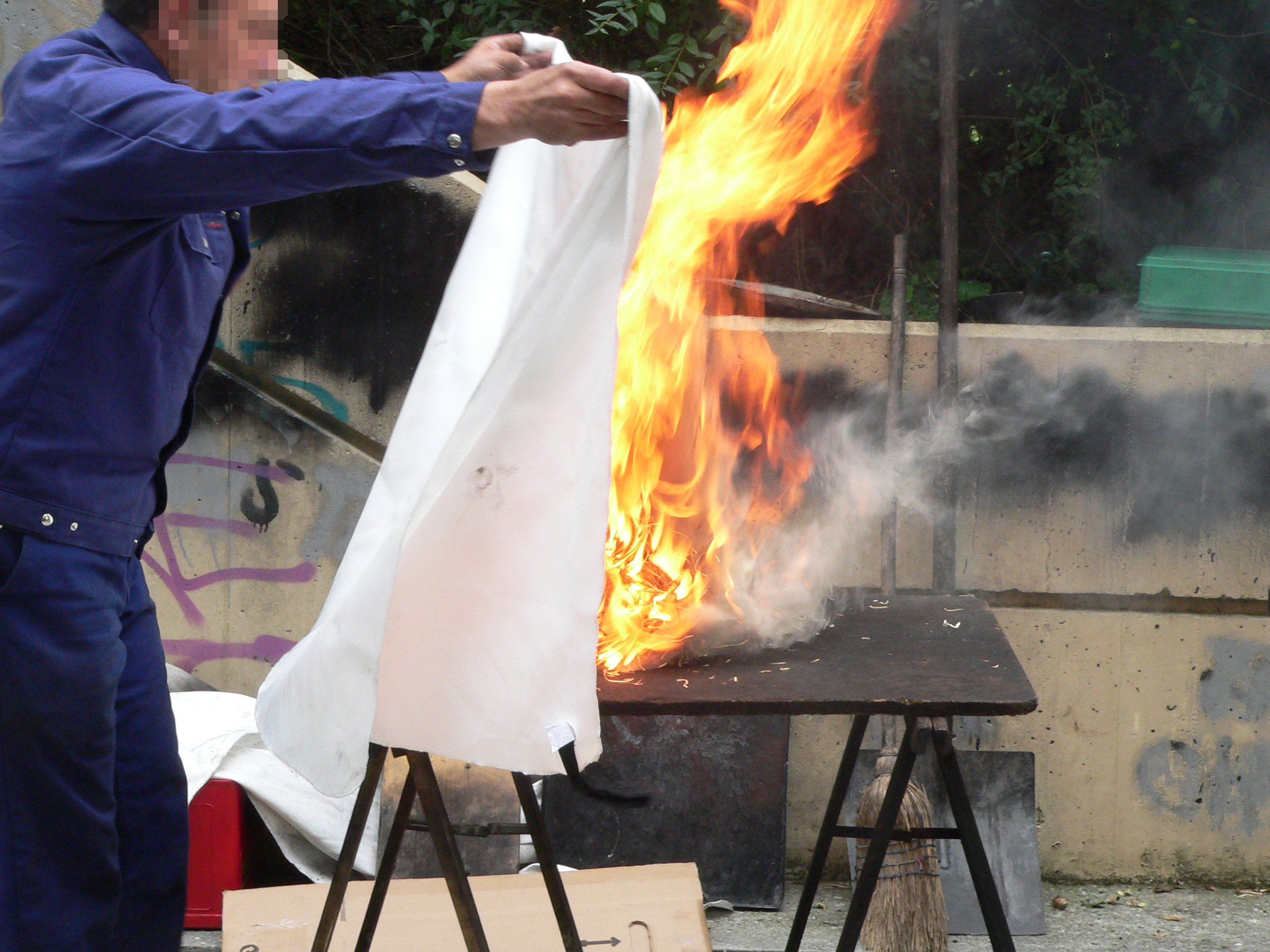

방화용 모포 또는 소화 담요, 방화 담요는 초기 화재를 진압하도록 설계된 안전 장치이다. 이는 불을 질식시키기 위해 불 위에 올려놓는 방화 재료 시트로 구성된다.
부엌이나 집 주변에서 사용하는 소형 방화 담요는 일반적으로 유리섬유로 만들어지며 때로는 케블라로 만들어지며 보관이 용이하도록 빠르게 풀 수 있는 장치로 접혀 있다. 실험실 및 산업 상황에서 사용하기 위한 대형 방화 담요는 종종 양모로 만들어지며 때로는 헥사플루오로지르콘산염 및 지르코늄 아세테이트와 같은 난연성 화학 물질로 처리된다. 이러한 담요는 일반적으로 수직형 신속 분리 용기에 장착되어 옷에 불이 붙은 사람을 쉽게 꺼내서 감쌀 수 있다.
소화기와 함께 방화 담요는 화재 발생 시 유용할 수 있는 화재 안전 용품이다. 이러한 불연성 물질은 넥스텔(Nextel) 세라믹 섬유의 경우 최대 1300 °C, 유리 섬유의 경우 최대 1200 °C, 케블라(480 °C) 및 양모(570 °C)의 온도에서 안정적이다. 이는 화재에 이용 가능한 산소의 양을 줄여 화재를 진압하는 데 유용하다. 단순성으로 인해 소화기에 익숙하지 않은 사람에게는 방화 담요가 더 도움이 될 수 있다.